# Haslam Heights
Haslam Heights är en kulle i Antarktis. Den ligger i Västantarktis. Argentina, Chile och Storbritannien gör anspråk på området. Toppen på Haslam Heights är 1 000 meter över havet, eller 249 meter över den omgivande terrängen. Bredden vid basen är 5,3 km.
Terrängen runt Haslam Heights är varierad. Havet är nära Haslam Heights åt nordväst. Trakten är obefolkad. Det finns inga samhällen i närheten.